# Por siempre mi amor
Por siempre mi amor é uma telenovela mexicana produzida por Ignacio Sada Madero para Televisa e exibida pelo Canal de las Estrellas entre 7 de outubro de 2013 a 4 de maio de 2014, substituindo Corazón indomable e sendo substituída por La gata, em 151 capítulos.
É um remake da telenovela Mi segunda madre, produzida em 1989.
A trama é protagonizada por Susana González e Guy Ecker e antagonizada por Dominika Paleta, Héctor Suárez Gomis, Sofía Castro e Lola Merino.

## Sinopse
Arturo de la Riva leva dez anos de um feliz casamento ao lado de Eugenia, que compartilha com Aranza sua única filha. Sonia, prima de Eugenia, está apaixonada por Arturo em segredo. Arturo é arquiteto e dono de uma construtora onde trabalha ao lado de Bruno, engenheiro civil e seu melhor amigo.
Isabel López Cerdán leva dois anos acreditando estar casada com Fernando Córdova, a quem ama acima de tudo e confia cegamente nele.
Isabel é desenhadora de interiores e dona da casa de artes, onde trabalha com Gabriela, sua melhor amiga.
Ambas histórias se unem já que Eugenia falece de repente, devido a Sonia trocar secretamente os remédios para ficar com Arturo. Enquanto isso, Isabel descobre que Fernando é um aproveitador que só casou com ela por interesse. Além disso, Fernando ainda está casado com Andrea, com quem tem dois filhos, Esteban e Ángel, que nasceu quando Fernando já estava supostamente casado com Isabel.
Após estes golpes, Isabel e Arturo são unidos pelo destino em uma paradisíaca praia do México, iniciando uma relação que terá que salvar distintos obstáculos, como a manipulação que Sonia exerce sobre Aranza para que não aceite Isabel e a sede de vingança de Fernando que, desde que saiu da prisão, jura acabar com Isabel ao terminar sua condenação.
Assim se passa dez anos, onde a história se situa na etapa atual e os personagens tem novos caminhos para superar e sonhos para alcançar.

## Elenco
- Susana González -  Isabel López-Cerdán Rojano
- Guy Ecker - Arturo de la Riva
- Dominika Paleta - Sonia Arenas
- Héctor Suárez Gomis - Fernando Córdova / Javier Castillo de la Fuente
- Ana Martín - María "Tita" Escudero
- Humberto Elizondo - Osvaldo de la Riva
- Martha Julia - Gabriela San Román
- Thelma Madrigal - Aranza de la Riva Arenas
- Pablo Lyle - Esteban Córdova Gutiérrez / Esteban Narváez Gutiérrez
- Sofía Castro - Dafne Quintana Herrera
- David Ostrosky - Gilberto Cervantes
- Antonio Medellín - Rodolfo
- Luz María Zetina - Eugenia Arenas de De la Riva
- Gabriela Platas - Andrea Gutiérrez
- Macaria - Minerva Gutiérrez
- Alejandro Ruiz - Bruno Escudero
- Alejandro Aragon - Mauricio Narváez
- Elena Torres - Almudena
- Tania Lizardo - Marianela
- Jade Fraser - Ileana
- Francisco Rubio - Gonzalo
- Carlos Bonavides - Padre Adalberto[3]
- Erick Díaz - Cristian
- Juan Verduzco - Dr. Elías Carranza
- Carlos Speitzer  - El Borlas
- Karyme Hernández - Aranza de la Riva Arenas (jovem)
- Valentina Hauzori - Ileana (jovem)
- Federico Porras - Esteban Córdova Gutiérrez (jovem)
- Camila Peña - Dafne (jovem)
- Silvia Lomelí - Teresa
- Michelle Rodríguez - Linda
- Lola Merino - Marcela
- Emma Escalante - Lucrecia
- Sachi Tamashiro  - Rebecca
- Dacia González  - Lucha
- Ricardo de Pascual - Gabino

## Audiência
Estreou com uma média de 18.2 pontos. Sua menor audiência é 9.1 pontos, alcançada em 25 de dezembro de 2013, dia de Natal. Já sua maior audiência é 18.7 pontos, alcançada em 1 de maio de 2014.
Seu último capítulo teve média de 17.9 pontos. Teve média geral de 14.6 pontos.